# William Burnaby
Pour les articles homonymes, voir Burnaby (homonymie).
William Burnaby, premier Baronnet Burnaby, né vers 1710 et mort en 1776, est un officier de la marine britannique.

## Carrière
Fils d'un John Burnaby de Kensington, il s'engage dans la marine et est promu lieutenant en 1732. En août 1741, il commande la bombarde HMS Thunder, de l'escadron de l'Amiral Vernon dans les Indes occidentales. En 1742, il devient capitaine du HMS Lichfield.
De retour en Angleterre, il acquiert la propriété Broughton Hall (Oxfordshire) en 1747. Il est fait chevalier en 1754 et est nommé Haut-shérif d'Oxfordshire en 1755.
Lors du déclenchement de la guerre contre la France il se voit confier le commandement du HMS Jersey puis du HMS Royal Anne. En 1762 il est promu contre-amiral. En 1763, il retrouve les Indes occidentales aux commandes du HMS Dreadnought, avec pour mission de protéger le commerce local. Il est commandant en chef des Leeward Islands 1763 puis de la Jamaïque en 1764. En 1765, il se rend à Belize, dont il protège les résidents des attaques espagnoles. À cette occasion, il rédige un texte juridique que l'on nomme Burnaby's code, et qui est un exemple ancien de Constitution.
De retour en Angleterre en 1767, il est fait baronnet le 31 octobre. Il est nommé Vice-amiral de l'escadre blanche le 18 octobre 1770 et Vice-amiral de l'escadre rouge six jours plus tard.

## Famille
Le titre de baronnet est repris par son fils Sir William Chaloner Burnaby. Il s'est marié deux fois : d'abord à une femme prénommée Margaret, de la Jamaïque, veuve de Tim Donovan, dont il a eu deux enfants : William Chaloner (qui deviendra le second baronnet Burnaby) et Elizabeth. Il épouse en secondes noces Grace Ottley, dont il a six enfants. Sa fille Charlotte épousera le parlementaire Josias Du Pré Porcher.
L'acteur Daniel Craig est un de ses descendants à la sixième génération.